# Lobotomy
Pour les articles homonymes, voir Lobotomy Inc. et Lobotomy Software.
Cet article possède un paronyme, voir Lobotomie.
Lobotomy est un groupe argentin de heavy metal, originaire de Buenos Aires. Il est considéré par la presse spécialisée comme l'un des groupes précurseurs du genre death metal en Argentine.

## Biographie

### Origines et débuts
Le groupe se forme sous le nom de Matanza en 1992 et se compose de Diego Sánchez au chant, Pablo Braga à la guitare, Ariel Braga à la batterie et Adrián Corrales à la basse. En peu de temps, Pablo Braga devient le nouveau chanteur du groupe, suivi par Marcelo Blanco à la guitare. Au cours de cette année, ils donnent une série de concerts dans la capitale fédérale et dans la province de Buenos Aires.
En septembre 1993, ils enregistrent aux studios El Zoológico, leur premier album indépendant intitulée The Last Vision. Enregistré en format cassette audio, il contient quatre morceaux : The Last Vision, Radioctive, Indian Massacre et Artificial Life. Le 14 mai 1994, ils jouent en soutien à Sepultura. Cette année-là, les brésiliens arrivaient en Argentine dans le cadre du Chaos World Wide Tour. Sepultura jouent à l'Estadio Obras Sanitarias les 28, 29 et 30 avril ; et le 14 mai. Des mois plus tard, un bootleg de l'avant-dernière date apparaît sous le titre Chaos B.A.
Le 9 juin 1995, Pablo organise un festival latino-américain à Buenos Aires, partageant l'affiche avec le groupe local Sadistikal, Inner Sanctum (Uruguay) et Criminal (Chili). Le lendemain, ils se rendent à Montevideo (Uruguay) pour effectuer le même concert, mais avec d'autres groupes locaux, sous le titre Hasta el último round partageant la scène avec le groupe argentin Karma.

### Technology?
En février 1996, ils retournent aux studios El Zoológico pour enregistrer quatre titres intitulés : Technology?, Mosca, Bloody Train et Your Excuse ; incorporant dans ces quelques influences punk hardcore. Le même mois, Technology sort au label Sick Boy Records comme compilation dont la totalité des morceaux sont enregistrés entre 1993 et 1996.

### From the Asheset séparation
En août 1997, Lobotomy entre auc studios Hypopotamo pour enregistrer son deuxième album, From the Ashes, qui, en raison de problèmes liés au mastering, n'est lancé qu'à la fin de l'année 1998. Cet album est auto-produit par le groupe.
En 1999, le groupe décide de nas pas continuer, et Pablo Braga forme avec Gustavo « Gufy » Revoredo (Vivid Remorse) le groupe de nu metal Shit Piraña.
« ...on a formé Shit Piraña, un groupe de nu metal qui a eu une grande reconnaissance à travers Buenos Aires et ses environs, nous avons donné de nombreux concerts, avec des groupes de renom de la scène locale, bien que le groupe se soit dissous peu avant d'entrer en studio... », explique Revoredo. Après avoir joué environ 50 concerts avec Shit Piranha, et enregistré une démo, le groupe se dissout un an et demi, après sa formation. Interrogé, quelques mois avant le Southamerican Blasphemy Tour 2006, Pablo Braga se rappelle des moments difficile que traversait Lobotomy en 99 : « Les années précédentes, je croyais aux groupes issus du même line-up... au sein du groupe, il y avait quelque chose qui faisait qu'un membre se retirait et ne continue pas... on a atteint un point stressant, et à ce moment je voulais quitter ce groupe, car je le voyais s'écrouler et perdre sa crédibilité. C'est pourquoi j'ai préféré le dissoudre et en commencer un nouveau... après ces quatre années, j'ai réalisé que les problèmes au sein d'un groupe seraient toujours le même... que ce soit Lobotomy ou ce groupe là [Shit Piraña] ... puis à partir de là je prends sur moi, sinon m *****, je devrais à chaque fois quitter mon groupe toute ma vie ? »

### Legions of Beelzebub
À la fin de l'an 2000, Pablo recrute de nouveaux membres afin de poursuivre Lobotomy ; Paulo Bianchi à la guitare, Diego Rodríguez à la basse, et Ariel Braga à la batterie. À partir de cet instant, le groupe se rebaptise L6b6t6my. Au cours des mois qui suivent, le groupe s'enferme en salle de répétition et compose 14 chansons.
En 2001, ils se rendent à Montevideo, en Uruguay, pour donner un concert avec des groupes uruguayens et brésiliens. Au retour, Pablo décide de s'unir au groupe de death metal chilien Undercroft, pour remplacer Coke ; le deuxième guitariste de la formation. Après leur tournée européenne, ils réalisent une tournée de 20 concerts entre le Chili et la Bolivie. De retour en Argentine, Pablo rejoint le groupe de deathgrind Terrorist. Il décide de ne pas continuer avec le groupe.
Au début de 2003, ils entament l'enregistrement d'un troisième album ; et pour le mois d'août, ils entrent aux studios La Nave de Oseberg pour enregistrer 10 morceaux avec un style death metal radical, aux paroles sataniques, antichrétiennes et blasphématoires. En 2004, ils signent un contrat de trois albums avec le label 4G Discos.
Au cours de cette année, ils publient la démo Promo, qui comprend cinq morceaux : War-Attack to the Sky, Gods of the Well, Culebra-Malicious Work, Invocation et Murderous Side-Demonic Side. Ces morceaux feront partie du prochain album, Legions of Beelzebub, qui sortira en décembre 2004 et comprendra onze morceaux.

### Accidente et fin définitive
L'activité de Lobotomy s'éteint à la suite d'un accident mortel en Bolivie,,, alors qu'ils effectuaient leur tournée sud-américaine, le Southamerican Blasphemy Tour 2006. Pablo Braga y perd la vie.
Le 17 mai 2006, ils montent à bord d'un camion de marchandises dans la ville de Junacas, à destination de Tarija. À 4 h du matin, le camion tombe d'une hauteur de 60/70 mètres, et les membres du groupe sont transportés à l'hôpital régional de San Juan de Dios à Tarija, où ils reçoivent les premiers soins. Cependant à 7 h 45, Pablo Braga, leader du groupe, meurt d'un arrêt cardiaque causé par de nombreux coups reçus pendant la chute. 

## Membres

### Derniers membres
- Pablo Damian Braga — guitare, chant
- Sebastian Rodriguez (Inferi Black) — batterie
- Gaston Serpa (Pherguz) — basse
- Fernando Fernandez (Luxi Fer) — guitare

### Anciens membres
- Negro Montez — basse
- Adrian Corrales — basse
- Diego Rodriguez (Diego Perpetua) — basse
- Emiliano Rojas — guitare (Desierto Gris)
- Sebastian Barrionuevo — guitare
- Marcelo Blanco — guitare
- Titi Montez — guitare
- Paulo Bianchi (Empyros) — guitare
- Diego Sánchez — chant
- Javier Dauo — batterie
- Walter Collazo — batterie
- Carina Berges (Pelusa) — batterie
- Ariel Braga (Lobo Braga) — batterie
- Mauro Frisón — batterie

## Discographie

### Albums studio
- 1996 : Technology?
- 1998 : From the Ashes
- 2004 : Legions of Beelzebub

### EP
- 1994 : The Last Vision (démo)
- 2004 : Promo (démo)